# Locmaria-Plouzané

Locmaria-Plouzané este o comună în departamentul Finistère, Franța. În 1 ianuarie 2022 avea o populație de 5.160 de locuitori.